# Terfens
Terfens è un comune austriaco di 2 146 abitanti nel distretto di Schwaz, in Tirolo.